# Bombycodes fumosa
Bombycodes fumosa är en fjärilsart som beskrevs av W. Warren 1894. Bombycodes fumosa ingår i släktet Bombycodes och familjen mätare. Inga underarter finns listade i Catalogue of Life.